# ピルケイ・アヴォート

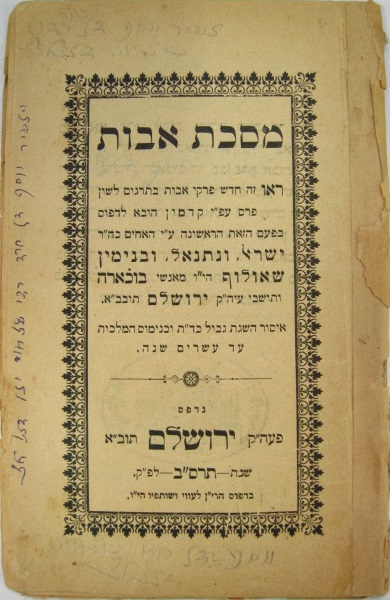

ピルケイ・アヴォート（ヘブライ語: פִּרְקֵי אָבוֹת、Pirkei Avot、ピルケ・アヴォート、ピルケー・アーボート）は、ラビ・ユダヤ教の伝統に基づく倫理的な教えと格言がまとめられた文書で、教訓的なユダヤ倫理文学の一部である。その内容から、"Ethics of the Fathers"と呼ばれる。
「ピルケイ」は"～の章"を表す単語で、ミシュナー（またはタルムード）の一編である『ネズィキーン』（Nezikin）の9巻「アヴォート」（Avot）を指す。ミシュナの中で唯一、倫理的・道徳的原則のみを扱った小編であり、律法を扱う箇所がほとんど存在しない。
アヴォートは普遍的な教訓と安易な言語で構成されている。その内容は少数の学識者を超えて多くの人々に受け入れられ、最もよく知られているラビ・ユダヤ教の著作であるといわれる。